# فرد لارسون
فرد لارسون (بالإنجليزية: Fred Larson)‏ هو لاعب كرة قدم أمريكية أمريكي، ولد في 15 أكتوبر 1897 في كالوميت في الولايات المتحدة، وتوفي في 1 مايو 1977 في غلينديل في الولايات المتحدة.

## وصلات خارجية
- فرد لارسون على موقع مرجع كرة القدم المحترفة.كوم (الإنجليزية)